# Badmintonfederatie Frankrijk
Badminton Federatie Frankrijk (lokaal: Fédération Française de Badminton) is de nationale badmintonbond van Frankrijk.
De huidige president van de Franse bond is Florent Chayet. Anno 2015 telde de bond 181.183 leden, verdeeld over 1.979 badmintonclubs. De bond is sinds 1968 aangesloten bij de Europese Bond.